# 991
| [ Edytuj tabelę ]              |                                                      |
| Książę Polski                  | - 960 Mieszko I 992                                  |
| Król Anglii                    | - 978 Ethelred II Bezradny 1016                      |
| Hrabia Aragonii i król Nawarry | - 970 Sancho II 994                                  |
| Hrabia Barcelony               | - 947 Borrell II 992                                 |
| Książę Bawarii                 | - 985 Henryk II Kłótnik 995                          |
| Książę Burgundii               | - 965 Odo-Henryk 1002                                |
| Cesarz Bizancjum               | - 976 Bazyli II Bułgarobójca 1025                    |
| Car Bułgarii                   | - 977 Roman 997 - 976 Samuel Komitopul 1014          |
| Cesarz Chin                    | - 976 Song Taizong 997                               |
| Książę Czech                   | - 972 Bolesław II Pobożny 999                        |
| Król Danii                     | - 987 Swen Widłobrody 1014                           |
| Władca Egiptu                  | - 975 Al-Aziz 996                                    |
| Król Francji                   | - 987 Hugo Kapet 996                                 |
| Król Gruzji                    | - 961 Dawid III 1001                                 |
| Hrabia Holandii                | - 988 Arnulf 993                                     |
| Cesarz Japonii                 | - 986 Ichijō 1011                                    |
| Kalif                          | - 974 At-Ta’i 991 - 991 Al-Qadir 1031                |
| Hrabia Kastylii                | - 970 Garcia I Fernandez 995                         |
| Król Khmerów                   | - 968 Dżajawarman V 1001                             |
| Wielki książę Kijowa           | - 978 Włodzimierz I Wielki 1015                      |
| Patriarcha Konstantynopola     | - 984 Mikołaj II Chryzoberges 996                    |
| Władca Korei                   | - 981 Sŏngjong 997                                   |
| Król Leónu                     | - 984 Bermudo II 999                                 |
| Król Munsteru                  | - 978 Brian Śmiały 1014                              |
| Król Norwegii                  | - 987 Swen Widłobrody 994                            |
| Hrabia Palatynatu              | - 945 Hermann Pusillus 994                           |
| Papież                         | - 985 Jan XV 996                                     |
| Hrabia Portugalii              | - 950 Gonçalo Mendes 999                             |
| Książę Saksonii                | - 973 Bernard I 1011                                 |
| Król Szkocji                   | - 971 Kenneth II 995                                 |
| Król Szwecji                   | - 970 Eryk Zwycięski 995                             |
| Doża Wenecji                   | - 979 Tribuno Memmo 991 - 991 Pietro II Orseolo 1009 |
| Książę Węgier                  | - 970 Gejza 997                                      |
| Cesarz Wietnamu                | - 980 Lê Hoàn 1005                                   |

Rok 991 / CMXCI
stulecia: IX wiek ~
X wiek ~
XI wiek

lata: 981 «
986 «
987 «
988 «
989 «
990 «
991
» 992
» 993
» 994
» 995
» 996
» 1001

## Wydarzenia w Polsce
- Mieszko I w dokumencie Dagome Iudex oddał swe państwo pod opiekę papieżowi. Jest to najstarszy dokument dotyczący państwa Polskiego.

## Wydarzenia na świecie
- Europa
  - Wielki najazd duński na Anglię, w którego wyniku król Aethelred II wprowadził powszechny podatek na wykupienie się od zagrożenia duńskiego, tzw. Danegeld
  - 10 sierpnia – porażka wojsk angielskich z duńskimi najeźdźcami w bitwie pod Maldon.
  - Wspólna wyprawa Mieszka I z Niemcami na Wieloto-Obodrytów w wyniku układu w Quedlinburgu w 986 r.

## Urodzili się
- Fushan Fayuan – chiński mistrz chan szkoły linji. Uratował szkołę caodong przed zniknięciem (zm. 1067)

## Zmarli
- 15 czerwca - Teofano, cesarzowa rzymska, żona Ottona II (ur. 956)
- data dzienna nieznana :
  - Bardas Skleros – wódz i uzurpator bizantyński (ur. ok. 920)
  - En’yū – cesarz japoński (ur. 959)
  - Tribuno Memmo - doża Wenecji (ur. ?)